# Сборная Италии по биатлону
Сборная Италии по биатлону представляет Италию на международных турнирах по биатлону. Управляется Федерацией зимних видов спорта Италии. В состав сборной входит мужская и женская команды.

## Сборные

### Женская сборная
| Кубок мира          |
| ------------------- |
| Николь Гонтье       |
| Карин Оберхофер     |
| Доротея Вирер       |
| Алексия Рунггальдир |
| Федерика Санфилиппо |
| Лиза Виттоцци       |

### Мужская сборная
| Кубок мира        |
| ----------------- |
| Лукас Хофер       |
| Доминик Виндиш    |
| Томас Бормолини   |
| Джузеппе Монтелло |

## Италия на Олимпийских играх

### Таблица медалей Олимпийских игр
Количество завоёванных медалей на Олимпийских играх спортсменами в составе сборной Италии (1988-2014):
| Страна | Золото | Серебро | Бронза | Всего |
| ------ | ------ | ------- | ------ | ----- |
| Италия | 0      | 1       | 3      | 4     |

### Призёры Олимпийских игр (мужчины)
Медали Олимпийских игр завоёвывали 7 спортсменов, 2 из которых на данный момент продолжают выступления на высшем уровне — Лукаш Хофер, Доминик Виндиш.
Самым титулованным итальянским биатлонистом на Олимпийских играх является Йоханн Пасслер, на его счету 2 бронзовые медали.

#### Таблица медалей с учётом всех гонок
Жирным шрифтом выделены действующие биатлонисты.
| Место | Спортсмен            | Золото | Серебро | Бронза | Всего |
| ----- | -------------------- | ------ | ------- | ------ | ----- |
| 1     | Пьеральберто Каррара | -      | 1       | -      | 1     |
| 2     | Йоханн Пасслер       | -      | -       | 2      | 2     |
| 3=    | Вернер Ким           | -      | -       | 1      | 1     |
| 3=    | Готтлиб Ташлер       | -      | -       | 1      | 1     |
| 3=    | Андреас Цингерле     | -      | -       | 1      | 1     |
| 3=    | Доминик Виндиш       | -      | -       | 1      | 1     |
| 3=    | Лукаc Хофер          | -      | -       | 1      | 1     |

### Призёры Олимпийских игр (женщины)
Медали Олимпийских игр завоёвывали 2 спортсменки, которые на данный момент продолжают выступления на высшем уровне: Доротея Вирер, Карин Оберхофер.

#### Таблица медалей с учётом всех гонок
Жирным шрифтом выделены действующие биатлонистки.
| Место | Спортсмен       | Золото | Серебро | Бронза | Всего |
| ----- | --------------- | ------ | ------- | ------ | ----- |
| 1=    | Доротея Вирер   | -      | -       | 1      | 1     |
| 1=    | Карин Оберхофер | -      | -       | 1      | 1     |

## Италия на чемпионатах мира

### Таблица медалей Чемпионатов мира
Количество завоёванных медалей на чемпионатах мира спортсменами Италии:
| Страна | Золото | Серебро | Бронза | Всего |
| ------ | ------ | ------- | ------ | ----- |
| Италия | 7      | 3       | 10     | 20    |

### Призёры чемпионатов мира (мужчины)
Медали чемпионатов мира завоёвывали 13 спортсменов, 1 из которых на данный момент продолжает выступление на высшем уровне — Лукас Хофер.
7 из 13 спортсменов завоёвывали медали только в командных гонках.
Самым титулованным биатлонистом является Вильфрид Палльхубер, на его счету 6 медалей, 5 из которых являются золотыми. 

#### Таблица медалей с учётом всех гонок
Жирным шрифтом выделены действующие биатлонисты.
| Место | Спортсмен            | Золото | Серебро | Бронза | Всего |
| ----- | -------------------- | ------ | ------- | ------ | ----- |
| 1     | Вильфрид Палльхубер  | 5      | -       | 1      | 6     |
| 2     | Андреас Цингерле     | 4      | -       | -      | 4     |
| 3     | Пьеральберто Каррара | 3      | -       | 2      | 5     |
| 4     | Йоханн Пасслер       | 2      | -       | 3      | 5     |
| 5     | Хуберт Лайтгеб       | 2      | -       | 1      | 3     |
| 6     | Рене Катаринусси     | 1      | 1       | 4      | 6     |
| 7     | Готтлиб Ташлер       | 1      | -       | 1      | 2     |
| 8     | Симон Демец          | 1      | -       | -      | 1     |
| 9     | Патрик Фавре         | -      | 1       | 2      | 3     |
| 10=   | Луиджи Вейсс         | -      | -       | 1      | 1     |
| 10=   | Вернер Ким           | -      | -       | 1      | 1     |
| 10=   | Лукас Хофер          | -      | -       | 1      | 1     |

#### Таблица медалей без учёта командных гонок
Наиболее успешно в личных гонках выступал Рене Катаринусси, он завоевал 4 медали, из которых 1 золотая.
Жирным шрифтом выделены действующие биатлонисты.
| Место | Спортсмен           | Золото | Серебро | Бронза | Всего |
| ----- | ------------------- | ------ | ------- | ------ | ----- |
| 1     | Рене Катаринусси    | 1      | 1       | 2      | 4     |
| 2=    | Вильфрид Палльхубер | 1      | -       | -      | 1     |
| 2=    | Хуберт Лайтгеб      | 1      | -       | -      | 1     |
| 2=    | Андреас Цингерле    | 1      | -       | -      | 1     |
| 5     | Патрик Фавре        | -      | 1       | -      | 1     |
| 6=    | Луиджи Вейсс        | -      | -       | 1      | 1     |
| 6=    | Лукас Хофер         | -      | -       | 1      | 1     |
| 6=    | Йоханн Пасслер      | -      | -       | 1      | 1     |

### Призёры чемпионатов мира (женщины)
Медали чемпионатов мира завоёвывали 4 спортсменки, которые на данный момент продолжают выступления на высшем уровне — Карин Оберхофер, Лиза Виттоцци, Николь Гонтье и Доротея Вирер.
2 спортсменки завоёвывали медали чемпионатов мира только в командных гонках.
Наибольшее количество медалей завоевала Карин Оберхофер — 2 бронзы. 

#### Таблица медалей с учётом всех гонок
Жирным шрифтом выделены действующие биатлонистки.
| Место | Спортсмен       | Золото | Серебро | Бронза | Всего |
| ----- | --------------- | ------ | ------- | ------ | ----- |
| 1     | Доротея Вирер   | -      | 1       | 1      | 2     |
| 2     | Карин Оберхофер | -      | -       | 2      | 2     |
| 3=    | Лиза Виттоцци   | -      | -       | 1      | 1     |
| 3=    | Николь Гонтье   | -      | -       | 1      | 1     |

#### Таблица медалей без учёта командных гонок
Жирным шрифтом выделены действующие биатлонистки.
| Место | Спортсмен       | Золото | Серебро | Бронза | Всего |
| ----- | --------------- | ------ | ------- | ------ | ----- |
| 1     | Доротея Вирер   | -      | 1       | -      | 1     |
| 2     | Карин Оберхофер | -      | -       | 1      | 1     |